# Rozrazil štítkovitý
Rozrazil štítkovitý (Veronica scutellata) je nenápadná bylina, vlhkomilný druh z rodu rozrazil, kvetoucí drobnými modrými kvítky sestavenými do řídkých hroznů.

## Rozšíření
Vyskytuje je se v souvislém pásu od západu Evropy až po střední Sibiř, nezasahuje pouze nejjižnější evropské oblasti; původním druhem je také v Severní Americe. Novodobě byl rozšířen do Jižní Ameriky, Austrálie a na Nový Zéland.
V České republice roste roztroušeně až vzácně, nejčastěji v mokřadních biotopech až do podhůří, v termofytiku ale téměř zcela chybí. Vybírá si místa se stabilně vysokou hladinou spodní vody, snese i časté zaplavování stanoviště. Vyrůstá na březích stojatých vod, v rákosinách, na vlhkých slatinných i rašelinných loukách, na půdách nevápnitých a mírně kyselých, v příkopech okolo cest nebo na březích vodních kanálů. Rostlina ke zdárnému růstu potřebuje dostatek slunce, preferuje chladné a vlhké prostředí. Aby lodyha prorazila cestou za sluncem hustou spleť sousedních rostlin jsou s počátku listy na vrcholu k lodyze přitisklé, teprve později se rozvinou vodorovně a upevňují tak její vzpřímenou polohu.
Podle "Florabase.cz" se rozrazil štítkovitý v ČR vyskytuje: rozrazil štítkovitý na Florabase.cz.

## Popis
Vytrvalá, lysá rostlina dorůstající do výše 15 až 50 cm. Má poměrně chabou jednoduchou nebo jen zřídka rozvětvenou čtyřhrannou lodyhu která bývá u báze poléhavá a výše vystoupavá, v dolních uzlinách může zakořenit. Její listy jsou vstřícné, křižmostojné, přisedlé a nejčastěji lysé. Listové čepele bývají podlouhle kopinaté až čárkovité, na okrajích podvinuté, jsou celokrajné nebo řídce nazpět pilovité, někdy s červeným nádechem.
Z paždí lodyžních listů vyrůstají postranní hroznovitá květenství s 5 až 20 řídce rozmístěnými květy na dlouhých stopkách a někdy převyšují lodyhu. Krátké listeny se tvarem podobají listům. Oboupohlavné bílé až světle fialové čtyřčetné květy měří do 5 mm v průměru. Zelené vejčité kališní lístky jsou zašpičatělé. Světle fialové až bílé korunní lístky s načervenalými žilkami jsou široce vejčité, na koncích tupé; korunní trubka je krátká. Obě tyčinky se žlutými prašníky jsou kratší než koruna. Rostliny kvetou od června do srpna, jednotlivé květy nevykvétají současně. Opylovány jsou okřídleným hmyzem.
Plody jsou zploštělé dvoupouzdré tobolky a na vrcholu srdčité zakončené. Tobolky po dozrání semen prasknou ale otvírají se až za vydatného deště, který semena odplaví do prohlubní kde je předpoklad, že budou mít dostatek vláhy k vyklíčení a růstů.

## Ohrožení
V Seznamu cévnatých rostlin České republiky je rozrazil štítkovitý z důvodů klesajících počtů exemplářů zařazen jako vzácnější druh vyžadující další pozornost do kategorie (C4a).